# NGC 1409
NGC 1409 este o galaxie seyfert de tip 2⁠(d) situată în constelația Taurul. A fost descoperită în 6 ianuarie 1785 de către William Herschel.